# Vanna White
Vanna White (North Myrtle Beach, Carolina del Sur; 18 de febrero de 1957), nacida como Vanna Marie Rosich, es una personalidad de televisión y actriz de cine de origen estadounidense, más conocida como la copresentadora desde 1982 del concurso de televisión Wheel of Fortune.

## Inicios
Es hija de Joan Marie y Miguel Ángel Rosich. Cuando su padre, que nació en Ponce, Puerto Rico, abandonó a la familia, tomó el nombre de su padrasto, Herbert Stackley White, Jr., un agente de bienes raíces en North Myrtle Beach.

## Carrera en televisión

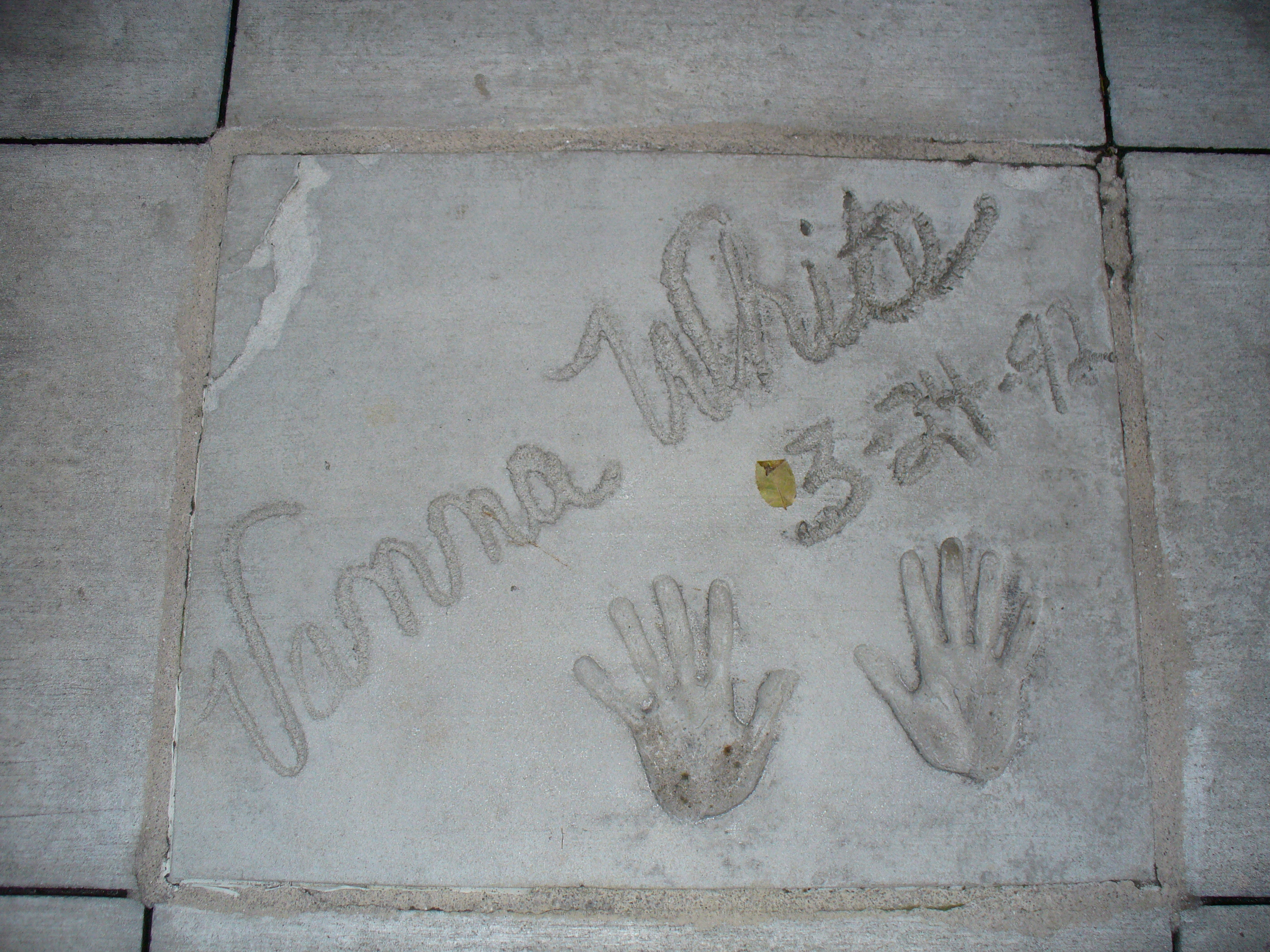
Las huellas de Vanna White en frente del Hollywood Hills Ampitheater en el parque temático Disney's Hollywood Studios de Walt Disney World.

Hizo su primera aparición en televisión cuando fue uno de los cuatro primeros concursantes del episodio de The Price is Right emitido el 18 de junio de 1980. No apareció en el escenario, pero el clip en que ella corrió a la fila de concursantes fue retransmitido como parte de The Price is Right: 25th Anniversary Special en agosto de 1996, y también en la emisión especial de la serie Game Show Moments Gone Bananas. Después de la salida de Susan Stafford, copresentadora de la versión diurna de Wheel of Fortune, en octubre de 1982, fue elegida como una de tres copresentadoras sustitutas (junto con Vicki McCarty y Summer Bartholomew) para copresentar el programa. El 13 de diciembre de 1982, se convirtió en la copresentadora regular del programa, y permaneció como la copresentadora de la versión diurna del programa hasta su final en 1991.
Su popularidad alcanzó su punto máximo cuando la versión sindicada de Wheel of Fortune hizo su debut en septiembre de 1983. Su autobiografía, Vanna Speaks! (1987), fue un best-seller. El mismo año, apareció en un pictórico de la revista Playboy, que mostró fotografías de ella (antes de su carrera en Wheel of Fortune) en lencería transparente.
Durante los años, ha hecho cameos en programas de televisión como The Super Mario Bros. Super Show!, 227, Simon & Simon, y Full House, y en películas como The Naked Gun 33⅓: The Final Insult. Obtuvo un papel de apoyo como Doris en la película de clase B Graduation Day (1981). Apareció como una invitada en Married with Children, en una parodia de la película Indecent Proposal que contó con White en el papel de Robert Redford y Al Bundy en el papel de Demi Moore. Sirvió como una cronometrista invitada para WrestleMania IV. En 1992 el Libro Guinness de los récords la reconoció como "la aplaudadora más frecuente en la televisión". En 1996 fue la narradora y cantante principal del lanzamiento en CD de "Santa's Last Ride" por Leslie Bricusse. El 20 de abril de 2006, fue honrada con una estrella en el Paseo de la Fama de Hollywood.

## Vida personal
Durante los años 1980, se comprometió con John Gibson, un actor que había sido un supermodelo para Playgirl y un bailarín para los Chippendales. Sin embargo, Gibson murió en un accidente de avión en 1986.
Se casó con George San Pietro, el propietario de un restaurante, el 31 de diciembre de 1990, y divorciaron en noviembre de 2002. De este matrimonio, White tuvo dos niños: Nicholas (10 de junio de 1994), y Giovanna (11 de julio de 1997). Desde 2004 hasta 2006, estuvo comprometida con Michael Kaye, un hombre de negocios que era un socio mayoritario en un gran fondo de "leveraged buyout" basado en el sur de California.
Es una entusiasta ávida de crochét y tejido de punto, y tiene una línea de hilos llamada "Vanna's Choice", que se distribuye por Lion Brand Yarns.

## Litigio
En 1993 ganó una demanda judicial contra la corporación de electrónica Samsung sobre su uso de un anuncio humorístico que contó con un robot girando letras en un concurso de televisión. La decisión fue posteriormente apelada por la Corte de Apelaciones de Estados Unidos para el Noveno Circuito, que decidió a favor de la reclamación de White sobre derechos de publicidad.